# Heroida fúnebre

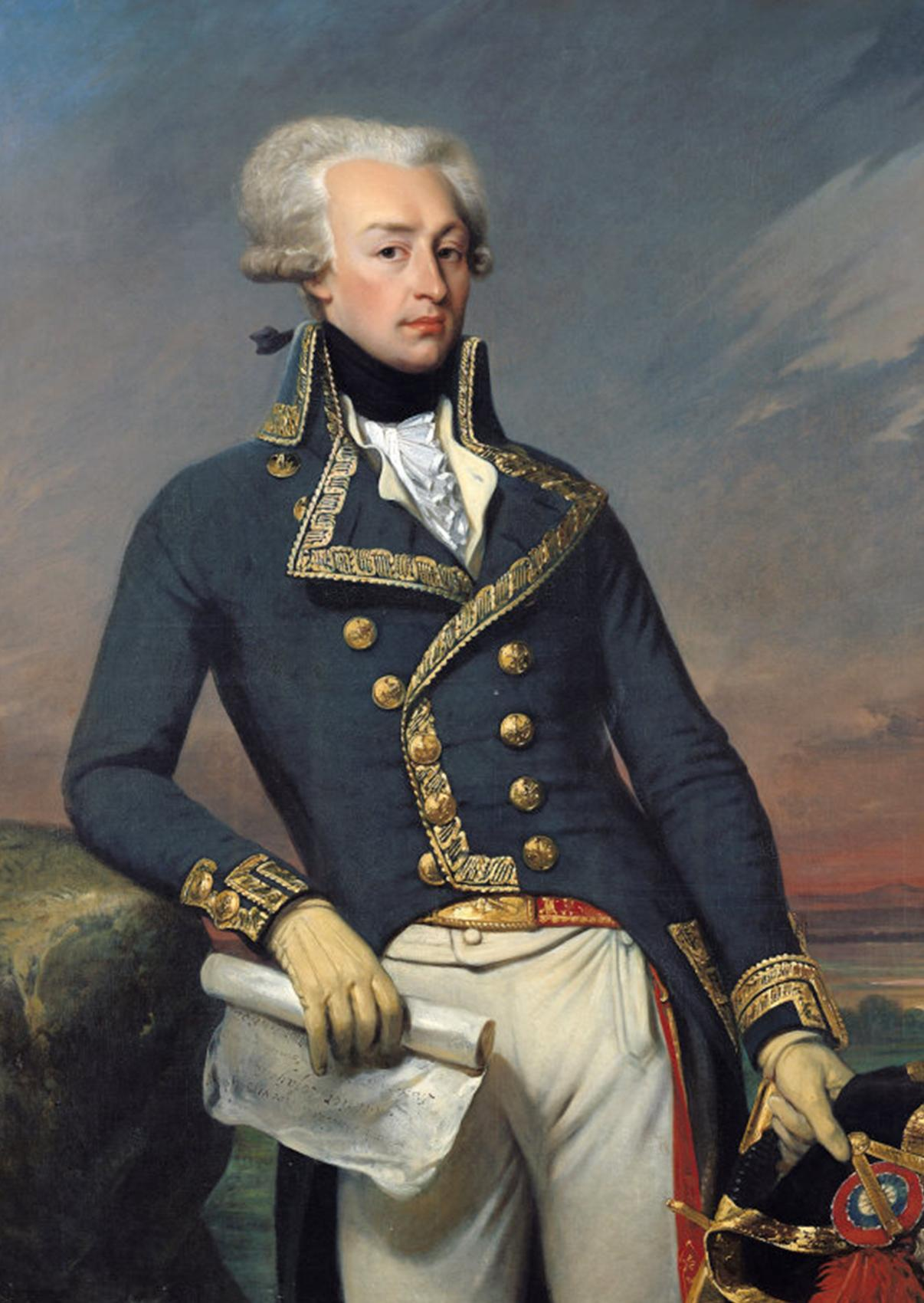
Es probable que el primer movimiento de esta obra fuera una supuesta Sinfonía revolucionaria que Franz Liszt pensaba dedicar al marqués de La Fayette.

Heroida fúnebre (en francés, Héroïde Funèbre) S.102 es un poema sinfónico compuesto por Franz Liszt entre 1849 y 1854. Es el octavo de su ciclo de trece Poemas sinfónicos escritos durante su periodo en Weimar.

## Estructura
Es probable que el primer movimiento fuera una supuesta Sinfonía revolucionaria que Liszt pensaba dedicar al marqués de La Fayette y que tenía pensada treinta años antes.
Estructuralmente, es una larga marcha fúnebre que desarrolla un sonido lúgubre con los instrumentos de viento-metal y el tambor. El episodio central, menos triste, es una poesía lírica serena, pero dos veces termina en sonido fuerte y brillante. Se repite la marcha fúnebre y una coda resume los diferentes temas. Fue instrumentada por Joachim Raff, ayudante de Liszt.
La obra fue estrenada en Breslavia el 10 de noviembre de 1857, bajo la dirección de Moritz Schön. El tiempo de ejecución es de alrededor de 25 minutos.